# Krossberg
Krossberg är en tätort i Stavangers kommun i Rogaland fylke i sydvästra Norge. Orten ligger vid fylkesväg 441, väster om kommunens centralort Stavanger.